# 無名戦士の墓 (ポルトガル)
ポルトガルの無名戦士の墓（葡: Túmulo do Soldado Desconhecido）は、レイリア近郊のバターリャ修道院の参事会会議場にある 。
第一次世界大戦の戦没者2名の遺骨が納められている（フランドルの戦場から1名、アフリカ戦線から1名）。1921年4月6日に埋葬された。